# Billardiera floribunda
Billardiera floribunda là một loài thực vật có hoa trong họ Pittosporaceae. Loài này được (Putt.) F.Muell. mô tả khoa học đầu tiên năm 1882.